# Rob Base & DJ E-Z Rock

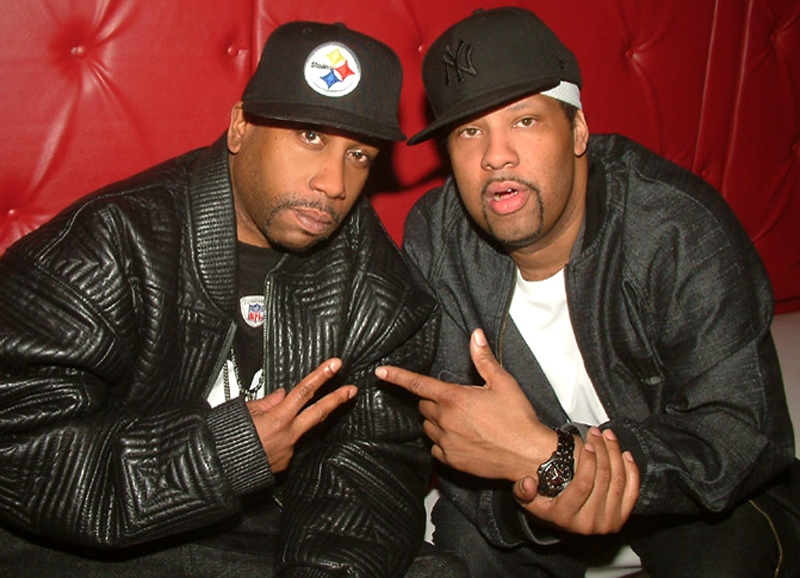
Rob Base and DJ EZ Rock in 2006

Rob Base y DJ E-Z Rock fue un dúo de música Hip hop de Harlem, Nueva York conocidos por la canción It Takes Two 

## Carrera
Rob Base (nacido como Robert Ginyard) y DJ E-Z Rock (nacido como Rodney Bryce) se unieron para hacer un dúo musical lanzando el sencillo "DJ Interview" que les sirvió para obtener un contrato con Profile Records en 1987
Lanzaron It Takes Two basándose en una muestra de la canción del año 1972 "Think (About It)" de Lyn Collins. La canción llegó a ser puesto 36 del Billboard Hot 100 y obtuvo certificado de platino, llegando también al puesto 3 de las listas de baile. Rápidamente se hizo un álbum homónimo que produjo el éxito "Joy and Pain" que utilizaba una porción de la canción del mismo nombre del grupo Mazé y que llegó alTop 10 de listas de baile y al 58 en el Hot 100. Sin embargo por la época empezaron a circular rumores en el sentido que Rob Base tenía problemas legales por las porciones musicales de Maze usadas en "Joy and Pain".Adicionalmente Rob empezó a tener problemas personales.
"Get On the Dance Floor" una canción creada en medio de los dos sencillos llegó al número 1 en listas de baile en 1989 junto a "Turn It Out (Go Base)" que apareció acreditada solamente a Rob Base. A finales de 1989 se puso a trabajar en solitario y DJ E-Z Rock desapareció de la escena artística.
DJ E-Z Rock falleció el 27 de abril de 2014 a los 46 años.

## Apariciones de "It Takes Two"

### Cine
- "It Takes Two" aparece en la película Bar Coyote del año 2000 pero no en la banda sonora inicial, sino en un álbum posterior de 2003.
- "It Takes Two" suena en la película Love & Basketball de Spike Lee lanzada en el año 2000. También aparece en su banda sonora.
- "It Takes Two" suena en la película Iron Man 2 lanzada en el año 2010 mezclándose con varias canciones
- "It Takes Two" Suena en la película The Proposal Lanzada en el año 2009. También aparece en su banda sonora
- "It Takes Two" Suena en la película Spies in Disguise Lanzada en el año 2019. También aparece en su banda sonora

### Televisión
- "It Takes Two" suena en el episodio piloto de Me llamo Earl que fue emitido en Estados Unidos el 20 de septiembre de 2005, y también ha aparecido en posteriores episodios como la canción favorita de Randy.
- "It Takes Two" suena en el episodio ((Twenty-Four Candles)) Temporada 2 de Ugly Betty
- "It Takes Two" suena en el capítulo 1x06 de la serie "Chuck" como fondo en la fiesta de Halloween.
- "It Takes Two" suena en varios episodios de la serie Padre Made in USA

### Videojuegos
- En el año 2004 It Takes Two apareció en el popular videojuego Grand Theft Auto: San Andreas en la estación de radio "old school hip hop" (PlayBack FM).
- El videojuego sin licencia para la NES, Action 52, tiene esta canción al empezar el juego.

### En otras canciones
- En una remix de la canción de Wisin y Yandel "Aprovéchalo" aparece como sample.
- En la canción "I wanna rock" de Snoop Dogg.
- En la canción "Rock that Body" de The Black Eyed Peas.